# Pontedassio
Pontedassio är en ort och kommun i provinsen Imperia i regionen Ligurien i Italien. Kommunen hade 2 302 invånare (2018).